# Kim Jong-ho
Kim Jong-ho (korejsky 김영호, anglický přepis: Kim Young-ho; * 9. dubna 1971 Nonsan, Jižní Korea) je bývalý jihokorejský sportovní šermíř, který se specializoval na šerm fleretem. Jižní Koreu reprezentoval v devadesátých letech. Na olympijských hrách startoval v roce 1992, 1996 a 2000 v soutěži jednotlivců a družstev. V soutěži jednotlivců získal na olympijských hrách 2000 zlatou olympijskou medaili. V roce 1997 obsadil druhé a v roce 1999 třetí místo na mistrovství světa v soutěži jednotlivců. S jihokorejským družstvem fleretistů vybojoval v roce 1998 třetí místo na mistrovství světa.